# Lista de personagens de Iron Fist

Uma imagem promocional da primeira temporada de Iron Fist. Da esquerda para a direita, Colleen Wing (Jessica Henwick), Danny Rand (Finn Jones), Joy Meachum (Jessica Stroup) e Ward Meachum (Tom Pelphrey).

A seguir se apresenta a lista de personagens de Iron Fist, uma série de web televisão norte-americana criada por Scott Buck para a Netflix, baseada no personagem homônimo da Marvel Comics. É situada no Universo Cinematográfico Marvel, compartilhando continuidade com os filmes da franquia, e é a quarta de quatro séries que levaram á minissérie crossover The Defenders. A série estrela Finn Jones como Danny Rand / Punho de Ferro, com Jessica Henwick, Tom Pelphrey, Jessica Stroup e Sacha Dhawan também estrelando. Ramón Rodríguez, Rosario Dawson e David Wenham também estrelam na primeira temporada, enquanto Simone Missick e Alice Eve se juntaram ao elenco na segunda temporada. Além dos personagens originais, vários outros personagens baseados em várias propriedades da Marvel também aparecem ao longo da série.

## Resumo
Chave:
     = Não aparece / ainda não confirmado para aparecer
| Personagem                | Interpretado(a) por    | Aparições                      | Aparições              | Aparições              |
| Personagem                | Interpretado(a) por    | Primeira aparição              | 1.ª temporada          | 2.ª temporada          |
| Personagens principais    | Personagens principais | Personagens principais         | Personagens principais | Personagens principais |
| ------------------------- | ---------------------- | ------------------------------ | ---------------------- | ---------------------- |
| Danny Rand Punho de Ferro | Finn Jones             | "Snow Gives Way"               | Principal              | Principal              |
| Colleen Wing              | Jessica Henwick        | "Snow Gives Way"               | Principal              | Principal              |
| Ward Meachum              | Tom Pelphrey           | "Snow Gives Way"               | Principal              | Principal              |
| Joy Meachum               | Jessica Stroup         | "Snow Gives Way"               | Principal              | Principal              |
| Bakuto                    | Ramón Rodríguez        | "Felling Tree with Roots"      | Principal              | Does not appear        |
| Davos                     | Sacha Dhawan           | "The Mistress of All Agonies"  | Principal              | Principal              |
| Claire Temple             | Rosario Dawson         | "Under Leaf Pluck Lotus"       | Principal              | Does not appear        |
| Harold Meachum            | David Wenham           | "Snow Gives Way"               | Principal              | Does not appear        |
| Misty Knight              | Simone Missick         | "Target: Iron Fist"            | Does not appear        | Principal              |
| Mary Walker               | Alice Eve              | "The Fury of Iron Fist"        | Does not appear        | Principal              |
| Personagens recorrentes   |                        |                                |                        |                        |
| Wendell Rand              | David Furr             | "Snow Gives Way"               | Recorrente             | Does not appear        |
| Megan                     | Barrett Doss           | "Snow Gives Way"               | Recorrente             | Does not appear        |
| Kyle                      | Alex Wyse              | "Snow Gives Way"               | Recorrente             | Does not appear        |
| Darryl                    | Marquis Rodriguez      | "Shadow Hawk Takes Flight"     | Recorrente             | Does not appear        |
| Gao                       | Wai Ching Ho           | "Rolling Thunder Cannon Punch" | Recorrente             | Does not appear        |
| Kevin Singleton           | Ramon Fernandez        | "Rolling Thunder Cannon Punch" | Recorrente             | Does not appear        |
| Lawrence Wilkins          | Clifton Davis          | "Eight Diagram Dragon Palm"    | Recorrente             | Does not appear        |
| Donald Hooper             | John Sanders           | "Eight Diagram Dragon Palm"    | Recorrente             | Does not appear        |
| Maria Rodriguez           | Elise Santora          | "Eight Diagram Dragon Palm"    | Recorrente             | Does not appear        |
| Bethany                   | Natalie Smith          | "The Fury of Iron Fist"        | Does not appear        | Recorrente             |
| BB                        | Giullian Yao Gioiello  | "The Fury of Iron Fist"        | Does not appear        | Recorrente             |
| Ryhno                     | Jason Lai              | "The Fury of Iron Fist"        | Does not appear        | Recorrente             |
| Torx                      | Jowin Marie Batoon     | "The City's Not for Burning"   | Does not appear        | Recorrente             |
| Hex                       | Sydney Mae Diaz        | "The City's Not for Burning"   | Does not appear        | Recorrente             |
| Sherry Yang               | Christine Toy Johnson  | "The City's Not for Burning"   | Does not appear        | Recorrente             |
| Sam Chung                 | James Chen             | "The City's Not for Burning"   | Does not appear        | Recorrente             |
| Chen Wu                   | Fernando Chien         | "The City's Not for Burning"   | Does not appear        | Recorrente             |

## Personagens principais

### Danny Rand / Punho de Ferro
Danny Rand / Punho de Ferro (interpretado por Finn Jones) é um monge budista bilionário e artista marcial proficiente em kung-fu, com a capacidade de invocar o poder místico do Punho de Ferro.
Jones descreveu o personagem como "alguém lutando para encontrar sua identidade", e se identificou com a solidão do personagem por ser um órfão como Rand. Ele notou que "Danny fica realmente estressado e realmente chateado às vezes, e entendo ... [seu] otimismo e de onde isso vem". Em preparação para o papel, Jones estudou kung fu, wushu e tai chi, juntamente com musculação, filosofia budista e meditação. Toby Nichols interpreta um jovem Danny Rand.

### Colleen Wing
Colleen Wing (interpretada por Jessica Henwick) é uma artista marcial aliada de Rand que dirige seu próprio dojo de artes marciais chamado Chikara Dojo em Nova York.
Henwick sentiu que a palavra mais definidora para Wing foi "sozinha", dizendo: "Ela não quer ser o interesse amoroso de ninguém e se abrir dessa maneira". Henwick também tentou "extrair aquele tipo de humor muito seco que [Wing] tem" da versão dos quadrinhos em sua interpretação.

### Ward Meachum
Ward Meachum (interpretado por Tom Pelphrey) é o filho de Harold e conhecido de infância de Rand, cujo trabalho levantando o império da Rand Enterprises com sua irmã Joy é ameaçado de ser desfeito com o retorno de Rand.
Ward é um personagem dos quadrinhos, embora Pelphrey notou que "não estamos necessariamente obrigados a representá-lo [na série] exatamente como ele aparece nas histórias em quadrinhos." Stroup disse que Ward experimentaria alguma "angústia masculina" com o retorno de Rand, porque "Ward teria sido aquele que pegava no pé de Rand quando ele era pequeno, então por mais puro e inocente que seja o Punho de Ferro, ele entra e ele causa alguns problemas" lá. Ilan Eskenazi interpreta um Ward Meachum adolescente.

### Joy Meachum
Joy Meachum (interpretada por Jessica Stroup) é a filha de Harold e conhecida de infância de Rand, cujo trabalho levantando o império da Rand Enterprises com seu irmão Ward está ameaçado de ser desfeito com o retorno de Rand.
Stroup disse que Joy "ama absolutamente" Rand, e seu retorno a Nova York é "como esse renascimento do que ela foi uma vez, e ela começa a fazer essas perguntas sobre si mesma porque porque ele está lá por ela." Stroup disse que Joy inicialmente não saberia se Rand é realmente quem diz ser. Aimee Laurence interpreta uma jovem Joy Meachum.

### Bakuto
Bakuto (interpretado por Ramón Rodríguez) é o líder de uma facção do Tentáculo e sensei de Colleen Wing.

### Davos
Davos (interpretado por Sacha Dhawan) é um talentoso artista marcial que é o filho de Lei Kung e o ex-melhor amigo de Rand em K'un-Lun, que ficou com inveja quando Rand se tornou o Punho de Ferro.
Embora Davos tenha aparecido pela primeira vez no nono episódio da primeira temporada, Dhawan notou que a maior parte do arco de Davos seria explorado na segunda temporada.

### Claire Temple
Claire Temple (interpretada por Rosario Dawson) é uma ex-enfermeira de Hell's Kitchen que se junta ao dojo de Wing.
Dawson reprisa seu papel de séries anteriores da Marvel/Netflix.

### Harold Meachum
Harold Meachum (interpretado por David Wenham) é um implacável líder corporativo e co-fundador da Rand Enterprises, que uma vez foi parceiro dos pais de Rand.
Quanto ao relacionamento de Harold com seus filhos, Joy e Ward, Wenham disse que a dinâmica entre os três é "complexa, para dizer o mínimo. Possui muitas camadas, é multidimensional, é surpreendente e está mudando sempre, dependendo das circunstâncias."

### Misty Knight
Misty Knight (interpretada por Simone Missick) é uma detetive da polícia do Harlem com um forte senso de justiça e uma aliada de Rand e Wing.
Missick reprisa seu papel de séries anteriores da Marvel/Netflix.

### Mary Walker
Mary Walker (interpretada por Alice Eve) é uma mulher misteriosa com habilidades ocultas.

## Personagens recorrentes
A seguir é uma lista de personagens guests que têm funções recorrentes ao longo da série. Os personagens são listados pela mídia do MCU ou temporada em que eles apareceram pela primeira vez.

### Introduzidos em outras séries de TV

#### Darryl
Darryl (interpretado por Marquis Rodriguez) é um estudante no dojo do Wing. Rodriguez reprisa seu papel de  Luke Cage.

#### Gao
Gao (interpretada por Wai Ching Ho) é uma mulher consumada e ex-aliada de Wilson Fisk com seu próprio comércio de heroína em Hell's Kitchen, que tem conexões com O Tentáculo. Ho reprisa seu papel de Demolidor.

### Introduzidos na primeira temporada

#### Wendell Rand
Wendell Rand (interpretado por David Furr) é o pai de Danny e co-fundador da Rand Enterprises.

#### Megan
Megan (intepretada por Barrett Doss) é secretária de Danny Rand e dos Meachums na Rand Enterprises.

#### Kyle
Kyle (interpetado por Alex Wyse) é o assistente pessoal de Harold Meachum.

#### Kevin Singleton
Kevin Singleton (interpetado por Ramon Fernandez) é o guarda-costas leal de Harold Meachum.

#### Lawrence Wilkins
Lawrence Wilkins (interpretado por Clifton Davis) é um membro do Conselho de Administração da Rand Enterprises.

#### Donald Hooper
Donald Hooper (interpretado por John Sanders) é um membro do Conselho de Administração da Rand Enterprises.

#### Maria Rodriguez
Maria Rodriguez (interpretada por Elise Santora) é um membro do Conselho de Administração da Rand Enterprises.

### Bethany
Bethany (interpretada por Natalie Smith) é o patrocinadora do grupo de NA de Ward Meachum e tem um relacionamento sexual com ele.

### BB
BB (interpretado por Giullian Yao Gioiello) é um membro da gangue de Ryhno que se torna simpatizante de Colleen.

### Ryhno
Ryhno (interpretado por Jason Lai) é o líder da gangue local de China Town.

### Torx
Torx (interpretado por Jowin Marie Batoon) é um membro da gangue de Ryhno.

### Hex
Hex (interpretado por Sydney Mae Diaz) é membro da gangue de Ryhno.

### Sherry Yang
Sherry Yang (interpretada por Christine Toy Johnson) é a esposa de Hai-Qing Yang. Ela se torna a líder do Yangsi Gonshi após a morte do marido.

## Outros personagens
A seguir, uma lista complementar de estrelas convidadas (guest stars) que aparecem em papéis menores ou fazem aparições cameo significativas. Os personagens estão listados pela mídia do MCU ou temporada em que eles apareceram pela primeira vez.

### Introduzidos em outras séries de TV
- Jeri Hogarth (interpretada por Carrie-Anne Moss; aparece pela primeira vez na primeira temporada): Uma advogada que ajuda Rand quando ele retorna para Nova York.[28] Loeb observou que "Carrie-Anne obviamente vive em um mundo diferente [do otimista Danny], e assim poder ver esses dois mundos colidirem é apenas o começo dos muitos obstáculos que ele atravessa".[29]
- Thembi Wallace (interpretada por Tijuana Ricks; aparece pela primeira vez na primeira temporada): Uma repórter do WJBP-TV.[30]
- Shirley Benson (interpretada por Suzanne H. Smart; aparece pela primeira vez na primeira temporada): Uma administradora do Metro-General Hospital e ex-chefe de Temple.[31]
- Donnie Chang (interpretado por Andrew Pang; aparece pela primeira vez na segunda temporada): Um detetive da Delegacia 29º do NYPD trabalhando disfarçado como um membro da gangue Tigres Dourados.
- Turk Barrett (interpretado por Rob Morgan; aparece pela primeira vez na segunda temporada): Um criminoso que vende armas.

### Introduzidos na primeira temporada
- Heather Rand (interpretada por Victoria Haynes): A mãe de Danny.[14]
- Shannon (interpretado por Esau Pritchett[32]): O chefe de segurança da Rand Enterprises, que é leal a Ward Meachum.
- Paul Edmonds (interpretado por Murray Bartlett): Um psiquiatra no hospital mental onde Rand foi enviado primeiramente.[14]
- Caleb (interpretado por Donte Gray): Um estudante no dojo de Wing.
- Craig Geraghty como o diretor de um clube de luta subterrâneo.[14]
- Hai-Qing Yang (interpretado por Henry Yuk): O líder da tríade Hatchet Men, cujo pátio foi comprado por Joy Meachum.[14]
- Becca Woo (interpretada por Samantha Herrera): Um dos alunos de Wing que treina para se tornar um médico com a ajuda do Tentáculo.
- Jim Pierce (interpretado por Jay Hieron): Um dos lutadores que Colleen Wing assume na partida da gaiola.[33]
- Radovan Bernivig (interpretado por Olek Krupa: Um químico que cria uma heroína sintética usada pelo Tentáculo.[14]
- Sandi Ann (interpretada por Shirine Babb): Uma funcionária da Rand Enterprises que ajuda Danny com o trabalho de laboratório.
- Sophia (interpretada por Jeanna de Waal): Uma representante de vendas do Tentáculo na Rand Enterprises, vendendo sua heroína sintética em Nova York.[14]
- Lei Kung (interpretado por Hoon Lee): Mentor de Rand em K'un-Lun e pai de Davos.[34]
- Andrei Veznikov (interpretado por Nikita Bogolyubov): Um açougueiro russo que luta com seu irmão Grigori pelo Tentáculo.[14]
- Grigori Veznikov (interpretado por Stan Demidoff): Um açougueiro russo que luta com seu irmão Andrei pelo Tentáculo.[14]
- Noiva das Nove Aranhas (interpretada por Jane Kim): Uma guerreira aracnologista que luta pelo Tentáculo.[35]
- Scythe (interpretado por David Sakurai): Um qualificado mercenário japonês que luta pelo Tentáculo.[36]
- Zhou Cheng (interpretado por Lewis Tan): Um servo de Ch'i-Lin, que é encarregado de proteger a fábrica de heroína de Madame Gao em Anzhou, na China. Ele proficientemente usa o estilo de arte marcial do Punho Bêbado. Tan originalmente fez um teste para o papel de Danny Rand.[37]

Stan Lee faz uma aparição cameo através de uma fotografia, a mesma vista nas séries anteriores da Marvel/Netflix, como o Capitão Irving Forbush do New York City Police Department.

### Introduzidos na segunda temporada
- Albert (interpretado por James Hiroyuki Liao): Um amigo e colega de trabalho de Danny no Royal Al Moving.
- Henry Yip (interpretado por Chil Kong): O proprietário do Silver Lotus, que é assediado pelos Tigres Dourados por dinheiro de proteção.
- Spokes (interpretado por Jason Ng e Lenny Cruz): Um membro da gangue de Ryhno.
- Wiz (interpretado por Nate Hitpas): Um membro da gangue de Ryhno.
- Chain (interpretado por Micah Karns): Um membro da gangue de Ryhno. Como o nome indica, ele utiliza uma corrente quando luta.
- Crank (interpretado por Sky Lakota-Lynch): Um membro instável da gangue de Ryhno que trai Ryhno.
- Mika Prada (interpretada por Julee Cerda): Uma rica socialite e rival de Joy Meachum.
- Yü-Ti (interpretado por James Saito): Um membro da Ordem da Mãe Garça.
- Priya (interpretada por Gita Reddy): Um membro da Ordem da Mãe Garça e mãe de Davos.
- Liu (interpretado por Andrew Cao): O hefe de segurança de Sherry Yang e membro do Yangsi Gnoshi.
- Aiko (retratado por Jean Tree): Uma das Irmãs Crane que ajuda Davos a roubar o Punho de Ferro de Danny.
- Avalon (interpretado por Lori Laing): Uma das Irmãs Crane que ajuda Davos a roubar o Punho de Ferro de Danny.
- D.K. (retratado por Lauren Mary Kim): Uma das Irmãs Crane que ajuda Davos a roubar o Punho de Ferro de Danny.
- Ho (interpretado por Marcus Ho): O líder da tríade dos Tigres Dourados.
- James Wong (interpretado por Jeff Kim): Um contador trabalhando para o Yangsi Gonshi.
- Frank Choi (interpretado por Les J.N. Mau): O primo de Henry Yip e ex-membro dos Golden Tigers.